# Deichmühle
Die Deichmühle ist eine unter Denkmalschutz stehende Holländerwindmühle in Norden (Ostfriesland) in Niedersachsen. Sie ist eines der Wahrzeichen der Stadt und steht im Stadtteil Süderneuland I.

## Anlage
Die funktionsfähige Galerie-Holländerwindmühle im Süden Nordens dient heute als Mühlenmuseum. Zur Mühle gehört neben der 1900 errichteten Mühle ein altes, aus der Zeit um 1700 stammendes Müllerhaus, dessen Giebel jedoch 1900 im Stil des Historismus erneuert wurde. Gleichfalls unter Denkmalschutz stehen das 1908 entstandene Motorhaus, das 1921 gebaute Packhaus und ein 1923 errichtetes neues Müllerhaus. In den Gebäuden befinden sich diverse historische Maschinen, die die technische Entwicklung des Müllerhandwerks dokumentieren. Unweit der Deichmühle ist die Frisia-Mühle erhalten.

## Geschichte
Am heutigen Standort der Mühle stand vermutlich schon seit dem 13. Jahrhundert eine hölzerne Bockwindmühle. Auf Grund ihrer Lage am Hafendeich der Stadt Norden ergab sich der bis heute gebräuchliche Name Deichmühle. 1597 wurde die Mühle, nachdem sie zerstört worden war, durch den Grafen Edzard II. wieder aufgebaut. Eine weitere teilweise Zerstörung erfolgte während des Ständekriegs. Im Jahr 1734 ging die Mühle aus fürstlichem Besitz an einen Müller. Ende des 19. Jahrhunderts gehörte die Mühle dem Müller Ulfert, der einen Neubau plante, vor Umsetzung der Pläne jedoch verstarb. Seine Ehefrau verkaufte die Mühle an den Müller Weert Meyer, der zunächst die Bockwindmühle nochmals ausbesserte, um weiter arbeiten zu können. Die stärker werdende Bebauung des Umfeldes schränkte jedoch die Nutzbarkeit der Mühle weiter ein. Meyer entschloss sich zum Bau einer hohen, dreistöckigen, moderneren Galerie-Holländerwindmühle. Ein erster Bauantrag wurde jedoch aus Brandschutzgründen abgelehnt. Ein Brand der Mühle wäre nach Meinung der Behörde für die umliegende Bebauung und mehrere Holzlagerplätze zu gefährlich. Auf eine Beschwerde Meyers beim Regierungspräsidenten in Aurich erhielt er jedoch eine Baugenehmigung, wobei strenge Brandschutzauflagen gemacht wurden. Das Dach der Mühle musste aus Blech sein und über einen Blitzableiter verfügen. Darüber hinaus musste eine eiserne Flügelwelle eingesetzt werden. 1900 wurde die technisch überholte Bockwindmühle abgerissen und stattdessen die heutige Mühle errichtet. Sie wurde zum Mahlen von Mehl und Graupen eingesetzt. Entgegen der ursprünglichen Planung baute Meyer sie sogar vierstöckig. Die Bauausführung oblag dem Mühlenbauer Dirks aus Emden. Ende 1900 nahm die neue Mühle den Geschäftsbetrieb auf. Die Fertigstellung der Inneneinrichtung erfolgte 1901.
Um unabhängiger vom Wind zu werden, wurde 1908 das Motorhaus gebaut. Mit dem hier befindlichen Gasmotor war ein Betrieb auch bei ungenügendem Wind möglich. 1913 wurde eine Vorrichtung zum automatischen Drehen der Kappe mit Kegelrollenkranz und Windrose hinzugefügt.
1919 verkaufte Gerd Meyer, der Sohn von Weert Müller, die Deichmühle an Rolf Bontjes aus Leezdorf. Bontjes baute die in wirtschaftliche Schwierigkeiten geratene Mühle weiter aus. Er errichtete ein dreistöckiges Lagerhaus zum Trocknen und Lagern des Getreides, erweiterte das Motorhaus und baute das neue Wohnhaus. Teile des Geländes wurde dann auch an andere Unternehmen verpachtet. So nutzte die Firma Wilken-Tee Teile von Wohn- und Lagerhaus zur Mischung und Abpackung von Tee. Die wirtschaftliche Situation und damit der bauliche Zustand der Mühle verschlechterte sich jedoch in den 1930er Jahren. Nach einem Blitzschlag brach einer der Flügel ab. Auch die Windrose war defekt. In der Zeit des Zweiten Weltkrieges erhielt Bonte Aufträge zur Heeresverpflegung, wodurch sich seine wirtschaftliche Situation besserte. Auch in der Nachkriegszeit war die Mühle zunächst noch erfolgreich. Man produzierte Graupen für Edeka und den Konsumverein. 1947 erhielt sie einen neuen Anstrich, 1948 einen neuen Flügel und Wetterbalken. 1957 wurde die Mühle an M.O. Kalverkamp verpachtet. Kalverkamp schaffte einen elektrischen Sackaufzug an. Die Mühle diente auch zur Lagerung von Getreide und Dünger sowie zur Herstellung von Futtermitteln. Bis etwa 1968 wurde die Windkraft an der Deichmühle noch genutzt. 1974 folgte schließlich die Einstellung des gesamten gewerblichen Betriebs.
Im gleichen Jahr kauften Maria Anna und Hermann Wagener aus Papenburg die Mühle, machten sie wieder funktionsfähig und schufen die heutige museale Nutzung. Zunächst wurde nach einer Restaurierung durch einen niederländischen Mühlenbauer die Windkraft wiederhergestellt. Außerdem wurde sie für Feriengäste geöffnet. Mit dem Bau der an der Mühle vorbeiführenden Bundesstraße samt einer größeren Kreuzung in unmittelbarer Nähe der Mühle ergab sich eine langwierige Auseinandersetzung zwischen Mühleneigentümer und Behörden, ohne dass sich jedoch die Straßenbauplanungen veränderten. Die räumliche Nähe zur Großstraße prägt das Umfeld der Mühle.

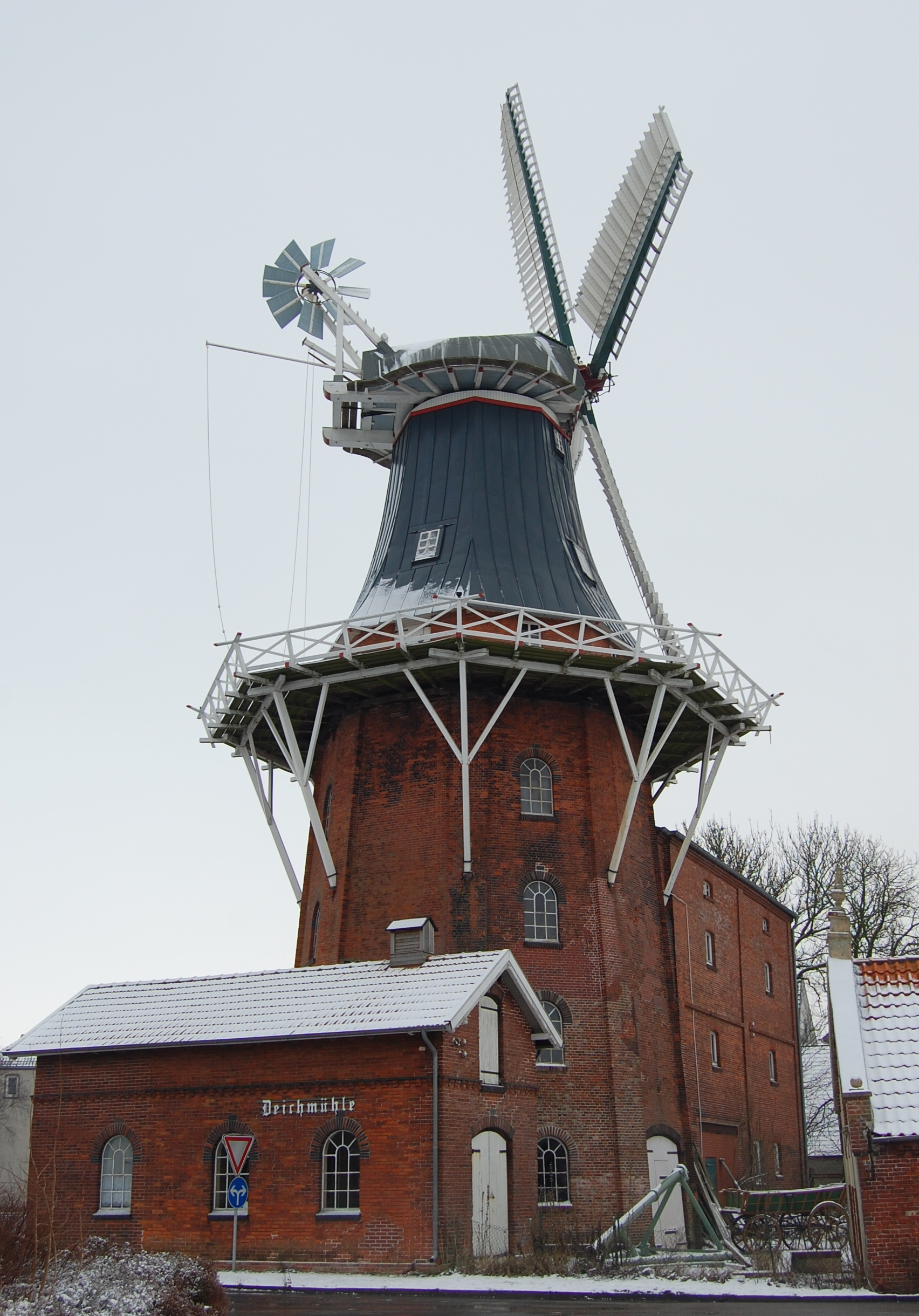
Deichmühle
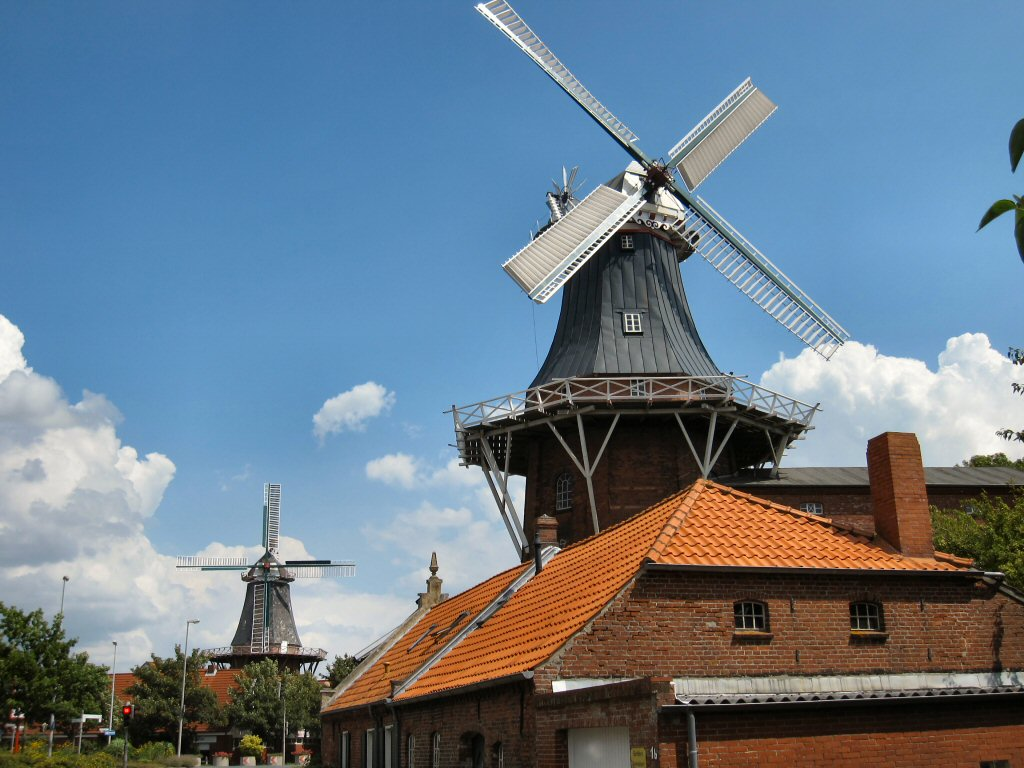
Deichmühle und Frisia-Mühle im Sommer